# Eliminatórias para o Campeonato Africano das Nações de 2023 – Grupo J
O Grupo J das Eliminatórias para o Campeonato Africano das Nações de 2023 foi um dos doze grupos que definiram as equipes que se classificaram para o Campeonato Africano das Nações de 2023. Participaram quatro seleções: Botsuana, Guiné Equatorial, Líbia e Tunísia.
As equipes jogaram uma contra a outra no formato todos contra todos entre julho de 2022 e setembro de 2023.

## Classificação
| Pos | Equipe           | Pts | J | V | E | D | GP | GC | SG  | Classificado                           |     | TUN | EQG | BOT | LBY |
| --- | ---------------- | --- | - | - | - | - | -- | -- | --- | -------------------------------------- | --- | --- | --- | --- | --- |
| 1   | Tunísia          | 13  | 6 | 4 | 1 | 1 | 11 | 1  | +10 | Campeonato Africano das Nações de 2023 |     | —   | 4–0 | 3–0 | 3–0 |
| 2   | Guiné Equatorial | 13  | 6 | 4 | 1 | 1 | 9  | 7  | +2  | Campeonato Africano das Nações de 2023 |     | 1–0 | —   | 2–0 | 2–0 |
| 3   | Botsuana         | 4   | 6 | 1 | 1 | 4 | 3  | 9  | −6  |                                        |     | 0–0 | 2–3 | —   | 1–0 |
| 4   | Líbia            | 4   | 6 | 1 | 1 | 4 | 2  | 8  | −6  |                                        | 0–1 | 1–1 | 1–0 | —   |     |

## Partidas
| 1 de junho de 2022 | Líbia    | 1 – 0     | Botsuana | Estádio dos Mártires de Fevereiro, Bengasi |
| 18:00 (UTC+2)      | Al Taher | Relatório |          | Árbitro: GUI Sekou Ahmed Toure             |

| 2 de junho de 2022 | Tunísia                                  | 4 – 0     | Guiné Equatorial | Estádio Olímpico Hammadi Agrebi, Tunes |
| 20:00 (UTC+1)      | Sliti 56' · Jaziri 77' · Msakni 80', 85' | Relatório |                  | Árbitro: BDI Pacifique Ndabihawenimana |

| 5 de junho de 2022 | Botsuana | 0 – 0     | Tunísia | Francistown Stadium, Francistown |
| 15:00 (UTC+2)      |          | Relatório |         | Árbitro: COM Mohamed Athoumani   |

| 6 de junho de 2022 | Guiné Equatorial                 | 2 – 0     | Líbia | Estádio de Malabo, Malabo      |
| 20:00 (UTC+1)      | Al Tuhami 51' · Bikoro 83' (pen) | Relatório |       | Árbitro: CMR Blaise Yuven Ngwa |

| 24 de março de 2023 | Guiné Equatorial      | 2 – 0     | Botsuana | Estádio de Malabo, Malabo   |
| 20:00 (UTC+1)       | Coco 20' · Bikoro 66' | Relatório |          | Árbitro: SEN Adalbert Diouf |

| 24 de março de 2023 | Tunísia                                     | 3 – 0     | Líbia | Estádio Olímpico Hammadi Agrebi, Tunes |
| 21:30 (UTC+1)       | Msakni 12' · Maâloul 21' (pen) · Jouini 88' | Relatório |       | Árbitro: ALG Mustapha Ghorbal          |

| 28 de março de 2023 | Botsuana                         | 2 – 3     | Guiné Equatorial                      | Francistown Stadium, Francistown   |
| 15:00 (UTC+2)       | Elias 28' · Seakanyeng 66' (pen) | Relatório | Nsue 13' · Ditsele 40' · Salvador 51' | Árbitro: DJI Mohamed Diraneh Guedi |

| 28 de março de 2023 | Líbia | 0 – 1     | Tunísia    | Estádio dos Mártires de Fevereiro, Bengasi |
| 22:00 (UTC+2)       |       | Relatório | Jouini 16' | Árbitro: EGY Amin Omar                     |

| 17 de junho de 2023 | Guiné Equatorial | 1 – 0     | Tunísia | Estádio de Malabo, Malabo           |
| 16:00 (UTC+1)       | Nsue 85' (pen)   | Relatório |         | Árbitro: CIV Ibrahim Kalilou Traore |

| 17 de junho de 2023 | Botsuana      | 1 – 0     | Líbia | Francistown Stadium, Francistown |
| 18:00 (UTC+2)       | Mohutsiwa 45' | Relatório |       | Árbitro: RWA Samuel Uwikunda     |

| 6 de setembro de 2023 | Líbia      | 1 – 1     | Guiné Equatorial | Benina Martyrs Stadium, Bengasi    |
| 21:00 (UTC+2)         | Taqtaq 80' | Relatório | Elo 62'          | Árbitro: CHA Alhadi Allaou Mahamat |

| 7 de setembro de 2023 | Tunísia                               | 3 – 0     | Botsuana | Estádio Olímpico Hammadi Agrebi, Radès |
| (UTC+1)               | Velaphi 60' (g.c) · Msakni 82', 90+3' | Relatório |          | Árbitro: SEN Issa Sy                   |